# Eurytoma crassinervis
Eurytoma crassinervis är en stekelart som beskrevs av Thomson 1876. Eurytoma crassinervis ingår i släktet Eurytoma och familjen kragglanssteklar.
Artens utbredningsområde är:
- Bulgarien.
- Tjeckien.
- Frankrike.
- Tyskland.
- Nederländerna.
- Polen.
- Sverige.
- Schweiz.
- Tadzjikistan.

Arten är reproducerande i Sverige. Inga underarter finns listade i Catalogue of Life.